# 顾伯康 (1910年)
顾伯康（1910年—1949年），字志敏，男，浙江诸暨人，中国公交司机，曾任上海市公共交通公司司机。革命烈士。